# Vlag van Lublin

Vlag van Lublin

De vlag van Lublin werd aangenomen op 14 juni 2004 en toont het wapen van Lublin op een wit-rood-gele achtergrond. Het wapenschild toont een wit hert met een gouden kroon om zijn hals.

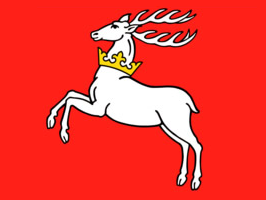
Ceremoniële vlag van Lublin (ratio 3:4)

Voor ceremonieel gebruik door de overheid is er een aparte vlag ontworpen. Deze vlag toont enkel het hert uit het schild op een rode achtergrond en is dus een feite een banier van het provinciale wapen.